# Seznam čouských králů

Čínské státy v 5. století př. n. l. na přelomu období Letopisů (doslovně „Jar a podzimů“) a období válčících států

Čouští králové stáli v čele království Čou, čínského státu existujícího v 11. až 3. století př. n. l. Prvním králem dynastie Čou byl Ťi Fa (posmrtným jménem Wu-wang), který svrhl posledního krále dynastie Šang. Wu-wang, jeho otec Wen-wang a bratr Ťi Tan, vévoda z Čou a regent za nedospělého Wu-wangova syna, jsou čínskou tradicí pokládáni za vynikající vládce, konfuciánci slaveni jako vzory humanity a správného chování.
Čouští králové zprvu, v období Západních Čou, sídlili na západě Číny, v Cung-čou u moderního Si-anu; král Pching-wang pod tlakem západních kmenů po svém nástupu roku 770 př. n. l. přesídlil na východ do Čcheng-čou (také Luo či Luo-i, moderní Luo-jang), čímž začalo období Východních Čou. Následující čouští panovníci ztráceli moc ve prospěch údělných států, které v období Letopisů (také jako období Jar a podzimů) zesílily a v období válčících států získaly faktickou nezávislost, až nakonec jeden z nich, stát Čchin, zabral zbytky čouského státu a záhy ovládl i celou Čínu.

## Seznam králů
Za nejstarší spolehlivé datum čínských dějin historikové svorně pokládají vyhnání krále Li a  nastolení regentství roku 841 př. n. l. Chronologie starších dob je předmětem stálých diskuzí. Počátek období Západní Čou – svržení Šangů a nástup čouského krále Wu – je v nich kladen do let 1130 až 1018 př. n. l.
Níže jsou uvedena tradiční data, data ze stručné zprávy Chronologického projektu Sia-Šang-Čou z roku 2000, a data (orientačně) uvedená v českém překladu díla S’-ma Čchiena Kniha vrchních písařů : Výbor z díla čínského historika.
| Jméno                | Jméno                   | Období vlády        | Období vlády         | Období vlády          |
| posmrtné             | příjmení a osobní jméno | tradiční            | projekt Sia-Šang-Čou | Kniha vrchních písařů |
| období Západní Čou   | období Západní Čou      | období Západní Čou  | období Západní Čou   | období Západní Čou    |
| -------------------- | ----------------------- | ------------------- | -------------------- | --------------------- |
| Wu-wang 武王         | Ťi Fa 姬發              | 1121–1116 př. n. l. | 1046–1043 př. n. l.  | 1027–1024 př. n. l.   |
| Čcheng-wang 成王     | Ťi Sung 姬誦            | 1115–1079 př. n. l. | 1042–1021 př. n. l.  | 1024–1004 př. n. l.   |
| Kchang-wang 康王     | Ťi Čao 姬釗             | 1078–1053 př. n. l. | 1020–996 př. n. l.   | 1004–966 př. n. l.    |
| Čao-wang 昭王        | Ťi Sia 姬瑕             | 1052–1002 př. n. l. | 995–977 př. n. l.    | 966–947 př. n. l.     |
| Mu-wang 穆王         | Ťi Man 姬滿             | 1001-947 př. n. l.  | 976–922 př. n. l.    | 947–927 př. n. l.     |
| Kung-wang 共王       | Ťi I-chu 姬繄扈         | 946–935 př. n. l.   | 922–900 př. n. l.    | 927–907 př. n. l.     |
| I-wang 懿王          | Ťi Ťien 姬囏            | 934–910 př. n. l.   | 899–892 př. n. l.    | 907–897 př. n. l.     |
| Siao-wang 孝王       | Ťi Pi-fang 姬辟方       | 909–895 př. n. l.   | 891–886 př. n. l.    | 897–887 př. n. l.     |
| I-wang 夷王          | Ťi Sie 姬燮             | 894–879 př. n. l.   | 885–878 př. n. l.    | 887–857 př. n. l.     |
| Li-wang 厲王         | Ťi Chu 姬胡             | 878–841 př. n. l.   | 877–841 př. n. l.    | 857–841 př. n. l.     |
| období „Kung-che“    | období „Kung-che“       | 841–828 př. n. l.   | 841–828 př. n. l.    | 841–828 př. n. l.     |
| Süan-wang 宣王       | Ťi Ťing 姬靜            | 827–782 př. n. l.   |                      |                       |
| Jou-wang 幽王        | Ťi Kung-šeng 姬宮湦     | 782–771 př. n. l.   |                      |                       |
| období Východní Čou  |                         |                     |                      |                       |
| Pching-wang 平王     | Ťi I-ťiou 姬宜臼        | 770–720 př. n. l.   |                      |                       |
| Chuang-wang 桓王     | Ťi Lin 姬林             | 720–697 př. n. l.   |                      |                       |
| Čuang-wang 莊王      | Ťi Tchuo 姬佗           | 697–682 př. n. l.   |                      |                       |
| Si-wang 釐王         | Ťi Chu-čchi 姬胡齊      | 682–677 př. n. l.   |                      |                       |
| Chuej-wang 惠王      | Ťi Lang 姬閬            | 677–652 př. n. l.   |                      |                       |
| Siang-wang 襄王      | Ťi Čeng 姬鄭            | 655–619 př. n. l.   |                      |                       |
| Čching-wang 頃王     | Ťi Žen-čchen 姬壬臣     | 619–613 př. n. l.   |                      |                       |
| Kchuang-wang 匡王    | Ťi Pan 姬班             | 613–607 př. n. l.   |                      |                       |
| Ting-wang 定王       | Ťi Jü 姬瑜              | 607–586 př. n. l.   |                      |                       |
| Ťien-wang 簡王       | Ťi I 姬夷               | 586–572 př. n. l.   |                      |                       |
| Ling-wang 靈王       | Ťi Sie-sin 姬泄心       | 572–545 př. n. l.   |                      |                       |
| Ťing-wang 景王       | Ťi Kuej 姬貴            | 545–521 př. n. l.   |                      |                       |
| Tao-wang 悼王        | Ťi Meng 姬猛            | 521–520 př. n. l.   |                      |                       |
| Ťing-wang 敬王       | Ťi Kaj 丐貴             | 520–476 př. n. l.   |                      |                       |
| Jüan-wang 元王       | Ťi Žen 姬仁             | 476–469 př. n. l.   |                      |                       |
| Čen-ting-wang 貞定王 | Ťi Ťie 姬介             | 469–441 př. n. l.   |                      |                       |
| Aj-wang 哀王         | Ťi Čchü-ťi 姬去疾       | 441 př. n. l.       |                      |                       |
| S’-wang 思王         | Ťi Šu 姬叔              | 441 př. n. l.       |                      |                       |
| Kchao-wang 考王      | Ťi Wej 姬嵬             | 441–426 př. n. l.   |                      |                       |
| Wej-lie-wang 威烈王  | Ťi Wu 姬午              | 426–402 př. n. l.   |                      |                       |
| An-wang 安王         | Ťi Ťiao 姬驕            | 402–376 př. n. l.   |                      |                       |
| Lie-wang 烈王        | Ťi Si 姬喜              | 376–369 př. n. l.   |                      |                       |
| Sien-wang 顯王       | Ťi Pien 姬扁            | 369–320 př. n. l.   |                      |                       |
| Šen-ťing-wang 慎靚王 | Ťi Ting 姬定            | 320–315 př. n. l.   |                      |                       |
| Nan-wang 赧王        | Ťi Jen 姬延             | 315–256 př. n. l.   |                      |                       |

Vedle vládnoucích panovníků byli posmrtně na krále povýšeni také předkové zakladatele dynastie Čou – krále Wu, a sice jeho otec Ťi Čchang (姬昌) obdařený titulem král Wen (Wen-wang, 文王), děd Ťi Ťi-li (姬季歷) nazývaný král Ťi (Wang-ťi, 王季) a praděd Ťi Tan-fu (姬亶父) s titulem Velký král (Tchaj-wang, 太王).